# Anadia mcdiarmidi
Espèce
Statut de conservation UICN

 LC  : Préoccupation mineure
Anadia mcdiarmidi est une espèce de sauriens de la famille des Gymnophthalmidae.

## Répartition
Cette espèce est endémique de l'État de Bolívar au  Venezuela. Elle est présente uniquement sur le massif Chimantá où on la rencontre au sommet des tepuy Abakapá, Amurí et Murei  entre 2 100 et 2 600 m d'altitude.

## Étymologie
Cette espèce est nommée en l'honneur de Roy Wallace McDiarmid.

## Publication originale
- Kok & Rivas, 2011 : A new species of Anadia (Reptilia, Squamata) from the Venezuelan Lost World, northern South America. European Journal of Taxonomy, vol. 3, p. 1-18 (texte intégral).